# Torneo de Marruecos 2023
El Grand Prix SAR La Princesse Lalla Meryem de 2023 fue un torneo profesional de tenis femenino jugado en canchas de arcilla. Fue la 21.ª edición del torneo que formó parte de los torneos WTA 250 de 2023 de la WTA. Se llevó a cabo en Rabat, Marruecos entre el 21 y el 27 de mayo de 2023.

## Distribución de puntos
| Modalidad           | Campeona | Finalista | Semifinales | Cuartos de final | 2ª ronda | 1ª ronda | Clasificadas | 2ª ronda de clasificación | 1ª ronda de clasificación |
| Individual femenino | 280      | 180       | 110         | 60               | 30       | 1        | 18           | 12                        | 1                         |
| Dobles femenino     | 280      | 180       | 110         | 60               | -        | 1        | -            | -                         | -                         |

## Cabezas de serie

### Individuales femenino
| Tenista           | Ranking | Preclasificada |
| Martina Trevisan  | 18      | 1              |
| Sloane Stephens   | 36      | 2              |
| Mayar Sherif      | 43      | 3              |
| Alycia Parks      | 49      | 4              |
| Leylah Fernandez  | 50      | 5              |
| Yulia Putintseva  | 51      | 6              |
| Linda Fruhvirtová | 55      | 7              |
| Tatjana Maria     | 63      | 8              |

- Ranking del 8 de mayo de 2023.[2]

### Dobles femenino
| Tenista                          | Ranking | Preclasificada |
| Miyu Kato Aldila Sutjiadi        | 64      | 1              |
| Monica Niculescu Makoto Ninomiya | 83      | 2              |
| Tímea Babos Anna Danilina        | 97      | 3              |
| Ulrikke Eikeri Eri Hozumi        | 10      | 4              |

## Campeonas

### Individual femenino
Lucia Bronzetti venció a  Julia Grabher por 6-4, 5-7, 7-5

### Dobles femenino
Sabrina Santamaria /  Yana Sizikova vencieron a  Lidziya Marozava /  Ingrid Gamarra Martins por 3-6, 6-1, [10-8]